# Fawzia Egipatska
Fawzia Egipatska (poznata i kao Fawzia Fuad ili Fawzia Shirin) (arapski: فوزية بنت الملك فؤاد) (Aleksandrija, 5. studenog 1921. - Aleksandrija, 2. srpnja 2013.) – egipatska princeza i iranska kraljica. Bila je prva žena posljednjeg šaha na perzijskom tronu, Mohammeda Reze Pahlavija, najstarija kćer egipatskog kralja Fuada I. i kraljice Nazli Sabri. Lišena je kraljevskih naslova nakon rastave od šaha i ukidanja monarhije u Egiptu.
Njezin brak s perzijskim šahom, trajao je od 1939. do 1948., kada su se službeno razveli, zbog toga što nije rodila muško potomstvo (samo se rodila kći Szachnaz Pahlavi).
Udala se opet 28. ožujka 1949. za egipatskog ministra Ismaila Husseina Shirina Shirina, uzimajući ime Fauzi. Par je imao dvoje djece: Nadiu (rođenu 1950.) i Muhameda (rođenog 1955.).
Fawzia je slovila za za najljepšu ženu u Egiptu, a nakon što se udala za svog prvog muža, pojavila se na naslovnici magazina "Life" kao "azijska Venera".